# 小白楼街道
小白楼街道是中国天津市和平区下辖的一个街道。面积2.134平方公里，人口62000人。街道办事处驻泰安道32号。
小白楼街道的西面、西南面分别与和平区的劝业场街道、五大道街道相邻，东、北两面与河东区、河北区隔海河相望，东南面与河西区相邻。
小白楼街是天津市金融中心，解放北路金融街纵贯全境。

## 行政区划
小白楼街道下辖以下地区：
泰安道社区、树德里社区、崇仁里社区、承德道社区、长春道社区、解放路社区、达文里社区、大同道社区和开封道社区。